# Marcello Bernardini
Marcello Bernardini, auch bekannt als Marcello di (da) Capua (* um 1730 in Capua, Italien; † vermutlich 2. April 1819 in Łańcut, Polen) war ein italienischer Komponist und Librettist.

## Leben
Über seine Jugend und musikalische Ausbildung ist nichts überliefert. 1764 zog er nach Rom, wo seine erste Oper La schiava astuta (ein Intermezzo in zwei Teilen) während des Karnevals von 1765 uraufgeführt wurde. Ein weiteres Intermezzo Il Passeggio in villa folgte im gleichen Jahr. Bis 1770 entstanden fünf weitere Bühnenwerke. Neben der Komischen Oper widmete er sich vermehrt der dramatischen Komposition.
Ab 1770 war Bernardi als Librettist verschiedener Komponisten wie Giovanni Battista Borghi, Pietro Terziani sowie Vicente Martín y Soler tätig. 1771 komponierte er sein erstes Oratorium Il vello di Gedeon. Im Anschluss unternahm er einige Reisen quer durch Italien und halb Europa. 1794 weilte er in Wien und 1795 wurde er als Kapellmeister am polnischen Hof erwähnt. Im Jahr 1808 taucht sein Name (als „Marcello von Capua“) auf der Kurliste von Karlsbad auf (Nr. 71). Die Angabe lautet dort: „Kapellmeister bey der Fürstin Lubomirska in Ostgallizien“.
Trotz seiner Produktivität beim Komponieren von Opern und Verfassen von Librettotexten sind von seinen 37 Opern, zahlreichen Libretti und Büchern bis heute nur 13 Opern, zwei Kantaten sowie eine Handvoll Literatur erhalten geblieben.
Den Archiven des Collegio Nazareno in Rom zufolge könnte Bernardini der Sohn von Rinaldo di Capua sein.

## Werke

### Opern
- La schiava astuta, intermezzo; Rom, Teatro delle Dame, Karneval 1765
- La pescatrice, farsetta; Rom, 1768
- Il Don Chisciotte della Mancia, dramma giocoso; Libretto: vermutlich Giovanni Battista Lorenzi; Turin, Teatro Carignano, Herbst 1769
- Il cavaliere errante, farsetta; Libretto: Bernardini; Rom, Teatro Capranica, Karneval 1770
- La donna di spirito, farsetta; Libretto: Bernardini nach Carlo Goldonis La vedolva scaltra; Rom, Teatro Capranica, Karneval 1770; überarbeitet als La donna bizzarra, Neapel, Nuovo, 1789; als Le quattro nazioni, Florenz, Santa Maria, Sommer 1793; als Li cinque pretendenti, Triest, Karneval 1794
- La molinara astuta, intermezzo; Rom, Teatro Valle, Karneval 1770
- Amore in musica, opera buffa; Rom, Teatro Valle, Karneval 1773, auch L’amore della musica
- La contessina, dramma giocoso; Libretto: Marco Coltellini nach Goldoni; Rom, Dame, Karneval 1773
- La bella forestiera, o sia La viaggiatrice fortunata, farsetta; Rom, Teatro Capranica, Karneval 1776
- La finta sposa olandese, farsetta; Rom, Teatro Capranica, Karneval 1777
- L’isola incantata, intermezzo; Rom, Teatro Capranica, Karneval 1778, Perugia; 1784 als L’isola d’Alcina
- L’ambizione delusa, intermezzo; Rom, Teatro Capranica, Karneval 1779
- Il bassà generoso, intermezzo; Rom, Teatro Capranica, Karneval 1780
- Il vecchio ringiovanito, intermezzo; Rom, Tordinona, Karneval 1781
- Le vendette giocose, o sia Il conte pasticcio, intermezzo; Libretto: „F. C.“; Rom, Teatro della Pace, Karneval 1782
- Il conte di bell’umore, intermezzo; Florenz, Teatro della Palla a Corda, Karneval 1783
- La poetessa fanatica, o sieno Li due gemelli, opera buffa; Rom, Teatro della Pace, Karneval 1784
- Li tre Orfei, intermezzo; Rom, Teatro della Palla a Corda, Karneval 1784
- Le donne bisbetiche, o sia L’antiquario fanatico, farsetta; Libretto: Bernardini; Rom, Teatro della Pace, Karneval 1785; überarbeitet als La finta Galatea, Neapel, 1788
- Li muti per amore, o sia La schiava fedele, farsetta; Libretto: Bernardini; Florenz, Teatro della Palla a Corda, Karneval 1786
- Gli amanti confusi, o sia Il brutto fortunato, farsetta; Rom, Teatro Valle, Frühling 1786
- La fonte d’aqua gialla, o sia Il trionfo della pazzia, opera buffa; Libretto: Bernardini; Rom, Teatro Valle, Herbst 1786
- Barone a forza, ossia Il trionfo di Bacco, opera buffa; Florenz, 1786
- La fiera di Forlinpopoli, opera buffa; Rom, Teatro Valle, Frühling 1789
- Gl’incontri stravaganti, opera buffa; Neapel, Nuovo, Karneval 1790
- L’ultima che si perde è la speranza, opera buffa; Libretto: F. S. Zini; Neapel, Teatro del Fondo, 1. August 1790
- Il pazzo glorioso, opera buffa; Libretto: Giovanni Bertati; Casalmaggiore, Communale, 1790
- Pizzarro nell’Indie, opera seria; Neapel, Teatro San Carlo, 23. Januar 1791
- L’allegria della campagna, opera buffa; Neapel, Nuovo, Frühling 1791
- L’amore per incanto, opera buffa; Neapel, Teatro del Fondo, Herbst 1791, als L’amore per magia
- La statua per puntiglio, opera buffa; Venedig, Teatro San Moisè, Karneval 1792
- Il conte brillante, opera buffa; Libretto: Varese, Herbst 1792; zusammen mit Uboldi
- Achille in Sciro, opera seria; Libretto: Pietro Metastasio; Venedig, Teatro La Fenice, Herbst 1794
- La sposa polacca, dramma bernesco; Libretto: Bernardini; Rom, Apollo, Karneval 1796
- Don Simoncino, ossia Furberia e puntiglio, farsa giocosa; Libretto: Giuseppe Maria Foppa; Venedig, Teatro San Moisè, 12. September 1798
- Le tre orfanelle, o sia La scuola di musica, farsa; Libretto: Bertati; Venedig, Teatro San Benedetto, 25. November 1798
- Il muto per astuzia, farsa giocosa; Libretto: Foppa; Venedig, Teatro San Moisè, Karneval 1799

### Andere Werke
- Pantomime ed ariette in musica (Mirtillo, Serpilla, Vespina); Rom, Teatro Capranica, 1764
- L’apparizione di Onia, componimento poetico; Rom, Collegio Nazareno, 1769
- Il vello di Gedeone, oratorio; Rom, Collegio Nazareno, 1771
- La stella di Giacobbe, oratorio; Rom, Collegio Nazareno, 1772
- La verga mistica di Aronne, oratorio; Rom, Collegio Nazareno, 1773
- L’Iride o L’arco di pace, oratorio; Rom, Collegio Nazareno, 1777
- Cantata per l’augustissimo giorno natalizio di … Maria Francesca regina di Portogallo (Religione, Giustizia, Pace, Gloria, Tempo), Libretto: L. Godard; Rom 1779[3]
- Cantata per la Natività della Beatissima Vergine, Rom, Collegio Nazareno, 1780
- Angelica placata, cantata; Libretto: Bernardini; Wien, 1794
- Ulisse e Tiresia, componimento drammatico; Libretto: A. d’Elci; Wien, 1800